# Une veuve dans le vent
Pour plus de détails, voir Fiche technique et Distribution.
Une veuve dans le vent (Meglio vedova) est une comédie franco-italienne sortie en 1968 et réalisée par Duccio Tessari.

## Synopsis
En Sicile, Proby (Peter McEnery), un ingénieur britannique tente de convaincre la mafia d'autoriser la construction d'une raffinerie de pétrole en bord de mer en lieu et place d'une station balnéaire. Au sein de la mafia une faction est pour et une autre contre.  Proby tombe amoureux de Rosa (Virna Lisi), fiancée à un mafioso. Cet amour est partagé et cet aveu met en émoi le milieu de la Mafia qui ne se décide pas sur l' option à choisir.

## Fiche technique
Sauf indication contraire, les informations mentionnées dans cette section peuvent être confirmées par la base de données cinématographiques Unifrance,  présente dans la section « Liens externes ».
- Titre original italien : Meglio vedova
- Titre français : Une veuve dans le vent ou Mieux vaut être veuve ou Mieux veuve que déshonorée[2]
- Réalisateur : Duccio Tessari
- Scénario : Ennio De Concini, Nando De Maio, Pasquale Festa Campanile, Adriano Baracco (it), Brian Degas, Tudor Gates, Duccio Tessari
- Producteurs : Turi Vasile
- Photographie : Ennio Guarnieri
- Montage : Maria Morra, Romano Trina
- Musique : Carlo Rustichelli
- Décors : Luigi Scaccianoce (it)
- Costumes : Adriana Berselli
- Société de production : Ultra Film, Universal Pictures France
- Pays de production :  Italie -  France
- Langue de tournage : italien
- Format : Couleur (Technicolor) - Son mono - 35 mm
- Genre : Comédie
- Durée : 105 minutes (1 h 45)
- Date de sortie :	
  - Italie : 9 octobre 1968
  - France : 28 avril 1971[2]

## Distribution
- Virna Lisi : Rosa Minniti
- Peter McEnery : Tom Proby
- Lando Buzzanca : Massito
- Gabriele Ferzetti : don Calogero Minniti
- Jean Servais : Baron Misceni
- Agnès Spaak : une prostituée
- Nino Terzo : Carmelo
- Carla Calò : La gouvernante de Rosa
- Salvatore Fucile : don Santo
- Roy Bosier : Le chef d'orchestre
- Bruno Lauzi : Le maître d'hôtel
- Adriano Vitale : Le meurtrier du chauffeur de Misceni